# Темносиний, Иван Никитич
Князь Иван Никитич Темносиний — завоеводчик и окольничий во времена правления Софьи Алексеевны, Ивана V и Петра I Алексеевичей.
Из княжеского рода Темносиние. Старший сын князя Никиты Петровича Темносинего, упомянутого головою в 1654-1656 годах во время русско-польской войны. Имел братьев, князей: Григория Никитича, погибшего в Конотопской битве (ум. 1659) и Тимофея Никитича.

## Биография
Показан в стольниках. В апреле 1687 года шестой завоеводчик в Крымском походе. В 1690 году пожалован в окольничие. В январе 1691 года второй судья в Приказах — Большой казны и Большого прихода.
По родословной росписи показан бездетным.